# Lokca
Lokca es un municipio del distrito de Námestovo en la región de Žilina, Eslovaquia, con una población estimada a final del año 2024 de 2524 habitantes.
Se encuentra ubicado al norte de la región, cerca del curso alto del río Váh (cuenca hidrográfica del Danubio), de los montes Tatras y de la frontera con Polonia.

## Demografía
| Año        | 1994 | 2004    | 2014    | 2024    |
| ---------- | ---- | ------- | ------- | ------- |
| Población  | 2048 | 2201    | 2328    | 2524    |
| Diferencia |      | +7,47 % | +5,77 % | +8,41 % |

| Año        | 2023 | 2024    |
| ---------- | ---- | ------- |
| Población  | 2480 | 2524    |
| Diferencia |      | +1,77 % |